# Apprendimento e comunicazione delle api
Le api apprendono e comunicano al fine di trovare cibo e risorse per l'alveare.

## Forme di comunicazione meccaniche

### I giri di perlustrazione

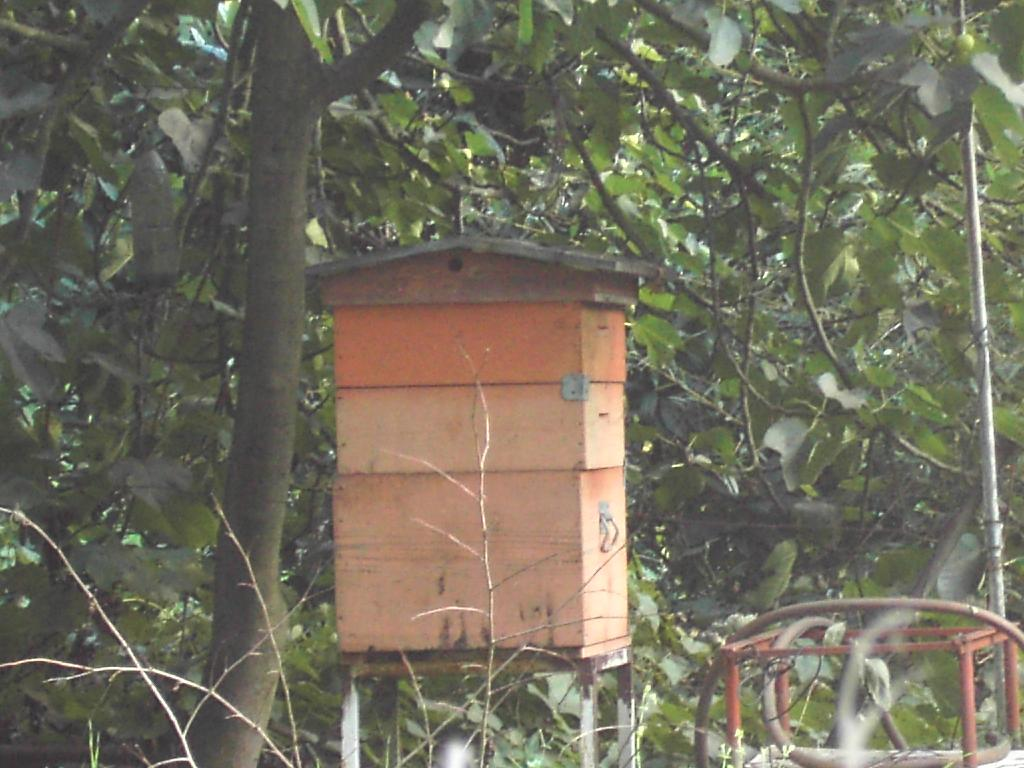
Alveare tradizionale in città

Si potrebbe pensare che ogni ape si specializzi dalla giovinezza in una determinata funzione, che può essere quella di nutrice, di costruttrice oppure di bottinatrice. In realtà non è così. 
Ogni operaia svolge in successione ciascuna delle varie attività necessarie alla comunità. Nel far questo l'ape segue, per così dire, un programma che stabilisce i suoi compiti in funzione dell'età. 
- Immediatamente dopo la nascita la giovane ape compie, per circa tre giorni, lavori di pulizia delle celle;
- in seguito viene arruolata nella schiera delle nutrici.
- Dal decimo al sedicesimo giorno di vita si occupa di lavori di costruzione;
- successivamente, per pochi giorni, sovrintende al ricevimento del nettare e allo stivaggio del polline.
- Diventa guardiana dell'alveare dopo circa venti giorni e,
- dalla terza settimana fino alla fine della sua vita, lavora nei campi come bottinatrice.

### La regolazione della temperatura all'interno di un alveare
Le api hanno sviluppato i meccanismi di regolazione della temperatura al più alto grado riscontrabile in qualsiasi comunità di insetti. Infatti esse mantengono nel nido di covata una temperatura costante tra i 34.5 e i 35.5 °C, indipendentemente dalla temperatura esterna. Evidentemente esse devono avere a loro disposizione dei mezzi che permettono loro di riscaldare o di raffreddare l'alveare e questo può essere fatto solo con una comunicazione sociale. 
Le api generano calore raggruppandosi sul nido di covata e facendo vibrare i muscoli; coprono così le celle con una calda, vivente coperta di lana.
I metodi usati per raffreddare sono più complicati. 
Quando fa troppo caldo le api ottengono un primo risultato muovendo le ali come piccoli ventilatori; se la temperatura esterna all'alveare supera, poniamo, i 34 °C il solo movimento delle ali non è più sufficiente, per cui si sfrutta il principio di evaporazione dell'acqua.
Questa viene trasportata nell'alveare e distribuita sulle celle in sottili goccioline che vengono depositate soprattutto all'entrata delle celle di covata aperte, su cui possiamo osservare un gran numero di api che srotolano continuamente avanti e indietro la loro proboscide. 
Ogni volta che questo movimento viene fatto, si ha come conseguenza la trasformazione delle singole gocce d'acqua in sottilissime pellicole, con conseguente aumento della superficie d'evaporazione. 
Quando l'acqua evapora la proboscide viene ritirata e l'operazione ricomincia.
Gli effetti di raffreddamento ottenuti con questo metodo sono stupefacenti. Ad esempio in occasione di un esperimento di questo tipo a Salerno, in Italia, le api sono riuscite a mantenere la temperatura interna dell'alveare a 35 °C, nonostante all'esterno si misurassero oltre 70 °C (l'alveare era stato lasciato esposto al sole adagiato su una roccia di origine lavica).
Questa regolazione termica nell'alveare richiede una stretta collaborazione tra le raccoglitrici d'acqua, che la portano dall'esterno, e quelle che la distribuiscono nell'alveare per l'evaporazione.
Si deve considerare che la situazione è qui abbastanza differente da quella che si ha nella raccolta del nettare, in quanto l'acqua non può essere portata in continuazione nell'alveare, non può essere immagazzinata e, appena termina il surriscaldamento, deve cessare ogni forma di approvvigionamento idrico. Inoltre c'è da notare che la raccolta dell'acqua non può essere iniziata troppo tardi e che la regolazione della temperatura non può cessare bruscamente.
Si potrebbe pensare che ciascun'ape esca in cerca d'acqua appena si rende conto di una situazione di surriscaldamento, ma non è così. Infatti non tutte le api sono capaci di raccogliere l'acqua: solo le bottinatrici esperte (28-30 giorni), con una buona conoscenza della zona, possono svolgere questa mansione.  Nella divisione tra raccoglitrici d'acqua e “spruzzatici” c'è quindi un preciso vantaggio, dato che ciascun individuo compie il lavoro che sa svolgere bene: le bottinatrici esperte vanno a prendere l'acqua all'esterno e le giovani inesperte la distribuiscono all'interno dell'alveare.
In questo caso esiste una speciale forma di comunicazione, per mezzo della quale le raccoglitrici ricevono le istruzioni dalle api dell'alveare su quando devono iniziare la raccolta d'acqua e sul momento in cui devono smettere.
Cominciamo col descrivere un caso semplice. 
Supponiamo che sia ancora in corso la raccolta dell'acqua e che le bottinatrici debbano essere informate se necessita o meno dell'altra acqua. Per trasmettere questa informazione le api dell'alveare approfittano del breve momento in cui si incontrano con le raccoglitrici, cioè quando l'acqua viene ceduta alla porta d'ingresso. Fintanto che dura il surriscaldamento le bottinatrici sono sollevate dai loro carichi con grande bramosia: tre o quattro api possono precipitarsi simultaneamente incontro ad una bottinatrice carica d'acqua e le succhiano via la goccia. Questa richiesta così violenta informa le raccoglitrici che c'è un grande bisogno d'acqua. Se invece la temperature comincia a calare le distributrici all'interno dell'alveare dedicano sempre meno tempo alle compagne che lavorano all'esterno, informandole quindi della scarsa necessità d'acqua. In sostanza si arriva alla situazione in cui nessun'ape libera le raccoglitrici dal loro carico, che esse quindi abbandonano fuori e riprendono la loro occupazione.

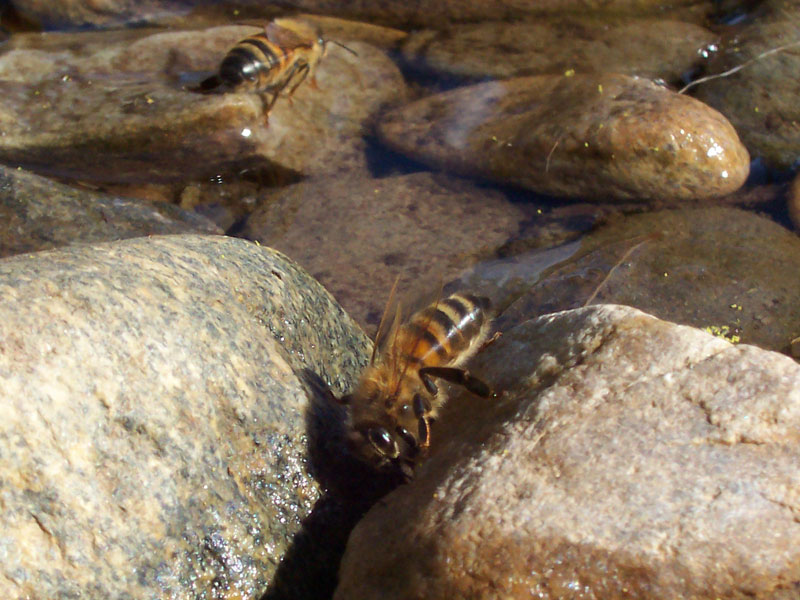
api che bevono su sassi

Il tempo di consegna è quindi alla base della comunicazione in questo caso. Grazie a precisi esperimenti si è potuto appurare che se i tempi di passaggio d'acqua sono molto bassi (sotto i quaranta secondi) le raccoglitrici esperte eseguono anche una danza di reclutamento per stimolare altre api ad agire come ausiliarie e a seguirle fino alla sorgente d'acqua. In qualunque caso i sessanta secondi sono il tempo limite entro cui la raccolta prosegue fervidamente. Dopo questo limite infatti l'attivismo delle api all'interno decresce rapidamente, e quando la consegna avviene sopra i tre minuti di tempo la raccolta praticamente cessa.
È importante adesso sottolineare quale grande conquista sociale sia il fatto che le api si impegnano nella raccolta d'acqua al posto della soluzione zuccherina. 
In quanto visitatrici di fiori, le api sono normalmente fortemente attratte dalle cose dolci. In condizioni normali le api possono essere distolte dal raccogliere una soluzione zuccherina di concentrazione 1 semplicemente offrendogli come alternativa una soluzione con il doppio della concentrazione. Questa è una scelta logica rigorosamente in linea con la struttura sociale dall'alveare, in quanto la seconda soluzione permette un tempo di raccolta minore.
Tuttavia nel caso in cui la società abbia bisogno d'acqua si può notare come queste raccoglitrici si comportino in maniera antinaturale, dirigendosi sulla fonte meno zuccherina. In quei rari casi in cui si è riscontrata una raccolta di soluzione zuccherina invece che di acqua durante un periodo di surriscaldamento, si è notato come questa venga rifiutata all'ingresso dell'alveare, costringendo le api raccoglitrici a cambiare il loro obiettivo. In definitiva si può constatare come la scelta del cibo sia determinata dall'accettazione o dal rifiuto delle api dell'alveare.
Ora però è necessario specificare come viene comunicato alla prima ape bottinatrice che deve occuparsi della raccolta d'acqua. Questa prima informazione relativa a una carenza d'acqua nell'alveare non può venire dalle api riceventi. Se si crea una necessità d'acqua nell'alveare a causa di un improvviso surriscaldamento, in un momento in cui nessun'ape è dedita alla raccolta dell'acqua, la comunicazione reciproca alla porta di ingresso non parte. Tuttavia il sistema di raffreddamento non crolla. 
Le api spruzzatici d'acqua, troppo giovani per volare all'esterno alla ricerca di una fonte, ricorrono a una soluzione di emergenza: esse sfruttano il contenuto della loro borsa melaria (che contiene la loro riserva di cibo) in sostituzione dell'acqua. Infatti questa borsa non contiene miele concentrato, bensì una soluzione al 60% disciolta in acqua. Grazie ad un rigurgito le api adoperano questa sostanza in maniera simile all'acqua favorendo il raffreddamento della zona interessata. Si può osservare così, dopo appena pochi minuti dall'inizio del surriscaldamento, un aumento consistente della concentrazione di miele nella borsa melaria delle api presenti nell'area coinvolta. Succede allora che esse si rivolgono alle api più vicine a loro ancora in grado di fornire del liquido poco concentrato, e si assiste all'inizio di un mutuo trasferimento che si allarga dal centro del surriscaldamento alla periferia.
In questo incredibile modo l'intera riserva di liquido disponibile si trasferisce verso il centro dell'alveare, e contemporaneamente aumenta la concentrazione zuccherina alla periferia, dove le api bottinatrici che portano il nettare di maggior qualità, maggiormente concentrato vengono respinte. Invece le raccoglitrici con il cibo più diluito vengono lasciate passare e in questo modo le api all'esterno capiscono che devono orientare la loro ricerca verso una fonte d'acqua più pura possibile.
Certamente questo metodo di comunicazione per la regolazione della temperatura è ancora molto semplice, ma è certamente ad un livello superiore di quello descritto in precedenza per la divisione del lavoro; qui si tratta veramente di una mutua comunicazione per mezzo della quale le api dell'alveare riescono a dare sia l'informazione relativa alla richiesta sociale, sia l'ordine di continuare o interrompere la raccolta d'acqua.

### Conclusioni
Si sono trovati due elementari mezzi di comunicazione nella comunità delle api:
1. I giri di ricognizione delle singole api, che fanno sempre capo a un'attività sociale e assicurano la possibilità di comunicare i bisogni sociali, relativamente alla divisione del lavoro.
2. Il mutuo elemosinaggio e la trasmissione del cibo come mezzo per la regolazione delle riserve d'acqua.

È utile ricordare come questo mezzo di comunicazione ricopre nella vita sociale delle api un ruolo molto più importante di quanto non potrebbe sembrare a prima vista. Infatti con tale metodo avviene anche la richiesta d'acqua da parte delle nutrici della covata che devono preparare il cibo liquido per le larve. 
Questo spiega la pesante richiesta di acqua delle comunità d'api in primavera, mentre in inverno esse dipendono interamente dalle riserve di miele altamente concentrato.
Con questo metodo non viene regolata soltanto la raccolta dell'acqua, ma è anche possibile informare ogni giorno i vari gruppi di bottinatrici sull'esistenza di una sorgente migliore di nettare che può essere stata rinvenuta. Le foraggiere che provengono da una sorgente di cibo di qualità relativamente inferiore sono accolte male nel momento in cui depositano il loro raccolto nell'alveare, e in tal modo l'intero potenziale di raccolta viene indirizzato verso la miglior sorgente di cibo disponibile al momento.
Questo è un incredibile esempio di come la struttura organizzata dell'alveare riesca a bilanciare i suoi bisogni grazie semplicemente a delle reazioni a catena che non necessitano di un linguaggio sensoriale complesso.

## La danza delle api

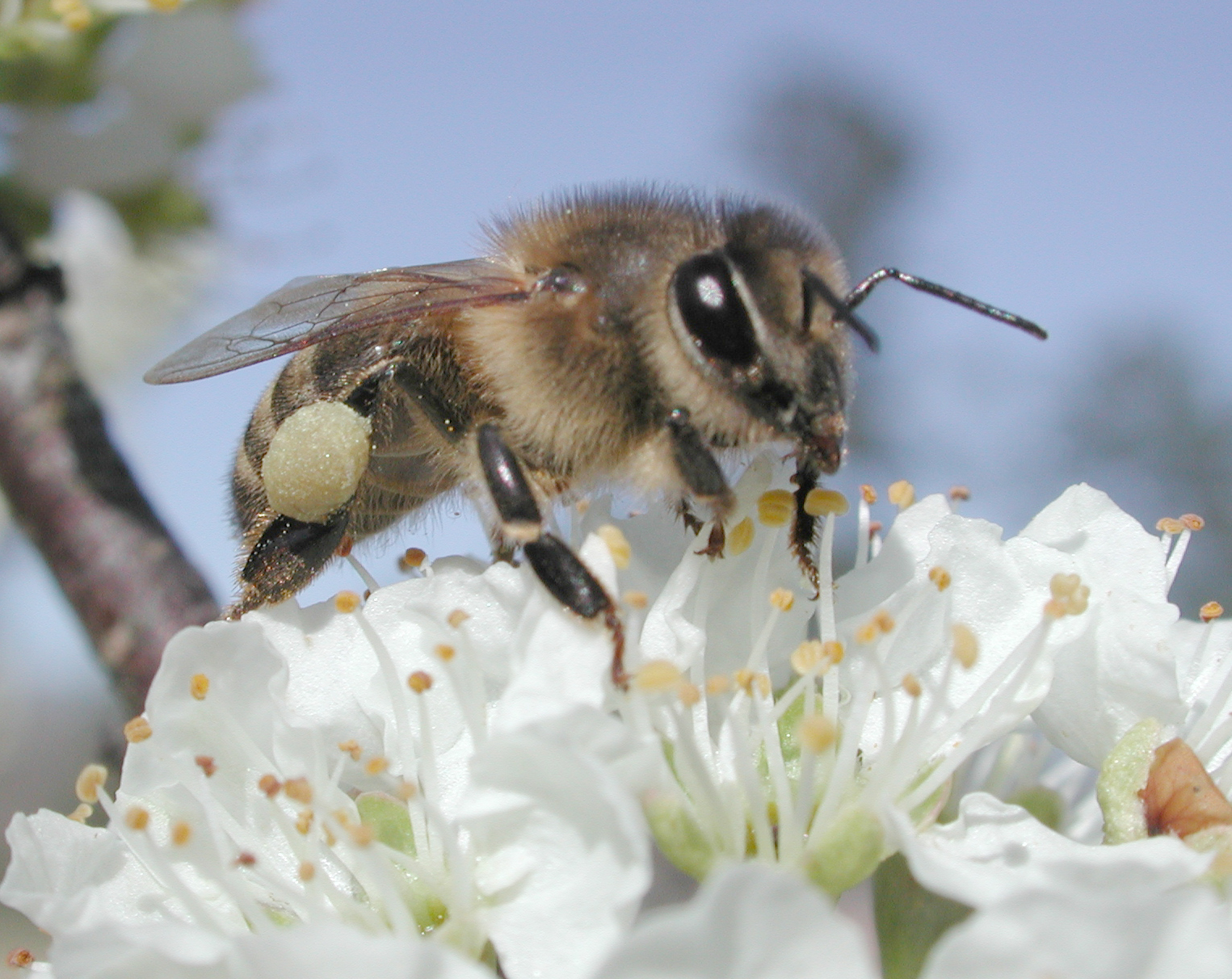
la scoperta dei nuovi fiori

Oltre alle forme di comunicazione più elementari come quelle viste nei paragrafi precedenti, le api dispongono di un altro potente mezzo per comunicare fra di loro: la famosa “danza”. Questo speciale mezzo di trasmissione è impiegato soprattutto per la ricerca di un nuovo posto per un nido e per la raccolta del cibo.

### La danza delle api nella raccolta di cibo
Per una comunità di api è di vitale importanza che le sorgenti di raccolta appena scoperte vengano sfruttate il più presto possibile, prima che i fiori chiudano i loro calici e prima che un'altra popolazione di api si porti via il nettare appena scoperto. Un sistema di reclutamento altamente sviluppato assicura tale rapido sfruttamento.
Se un'ape operaia ha trovato una buona sorgente di cibo, essa annuncia la sua scoperta in casa tramite una “danza circolare”, oppure tramite una ”danza scodinzolante”. Se il cibo si trova a una distanza inferiore agli 80 metri, essa inscena una danza circolare, correndo intorno rapidamente in un cerchio, prima a destra e poi a sinistra, e le api che la circondano ne vengono eccitate. Esse seguono con interesse la danzatrice e ricevono quindi il messaggio: “Vola fuori dall'alveare; nei suoi dintorni c'è possibilità di prendere del cibo”. 
L'odore dei fiori che è rimasto addosso alla danzatrice fornisce ulteriori informazioni sulle caratteristiche odorose di tale sorgente di cibo, per cui le esploratrici, disponendo in tal modo di corrette informazioni, possono trovare i fiori profumati.
Se invece la sorgente di cibo è abbastanza lontana, allora la danza scodinzolante fornisce ulteriori informazioni sull'esatta posizione della meta scoperta. Infatti il ritmo di questa danza indica la distanza: il numero di giri della danza in un dato intervallo di tempo è basso per grandi distanze ed elevato per piccole distanze. Con questa danza viene anche indicata la direzione della meta, avendo come punto di riferimento il sole. 

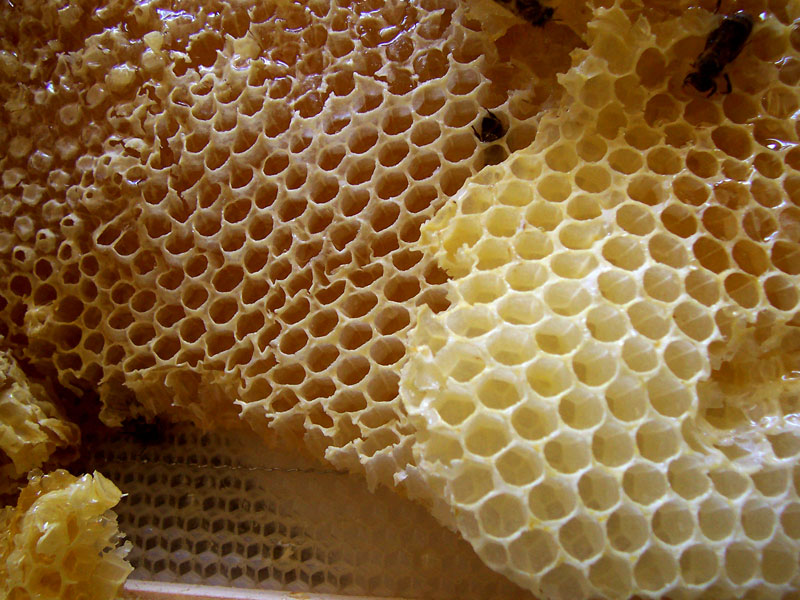
favo

Sul favo che ha posizione verticale, nell'alveare buio, l'angolo formato dalla direzione del sole con quella della sorgente di cibo viene tradotto secondo le seguenti regole: se la direzione della danza è rivolta in alto significa che la sorgente di cibo è situata nella stessa direzione del sole; se è rivolta verso il basso, è in direzione opposta, se la danza è orientata a 60º dalla direzione della verticale, anche la sorgente di nutrimento lo sarà rispetto al sole, e così via.
Queste danze di sollecitazione durano finché c'è cibo in abbondanza e, in genere, vengono pubblicizzate solo le soluzioni di nettare altamente concentrate, cioè quelle di prima classe. La qualità di ciascuna sorgente può essere dedotta dalla durata e dalla vivacità della danza. Poiché il numero delle api che si presenteranno alle sorgenti dipende dagli stessi fattori, queste danze armonizzano in modo quasi perfetto la domanda e l'offerta nella ricerca del cibo.

### La danza delle api nella ricerca di una nuova abitazione

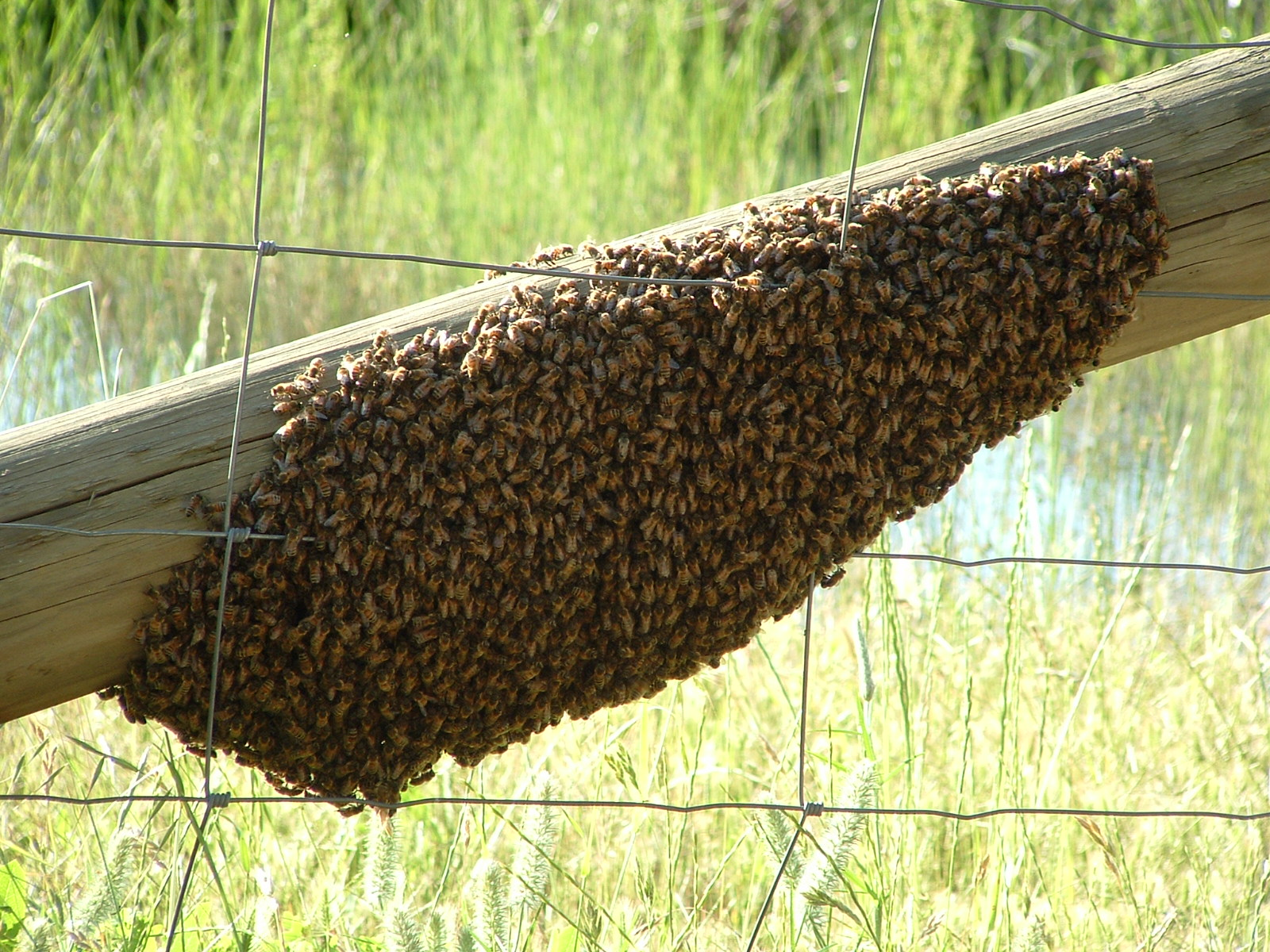
lo sciame

Solo negli ultimi anni si è appreso che la danza non serve solo per dare informazioni per la raccolta del cibo, ma anche per la ricerca di una nuova abitazione. 
Non c'è dubbio che dopo la raccolta del cibo questo sia uno dei più importanti problemi che uno sciame deve affrontare. Infatti in primavera, quando data l'abbondanza di cibo si ha un aumento considerevole della popolazione, è necessario che una parte dello sciame segua la vecchia regina e si trasferisca in un altro luogo. Questo fenomeno è chiamato “sciamatura” ed è preparato con grande anticipo: infatti al momento che la nuova regina giovane diventa adulta, la vecchia se ne è andata pochi giorni prima con parte (circa metà) dello sciame.
Subito dopo la sciamatura le api si riuniscono in un gruppo e le esploratrici volano via in tutte le direzioni alla ricerca di luoghi adatti ad annidarsi. 
Dopo poco tempo alcune di esse tornano indietro e annunciano di aver trovato un luogo nuovo. Come le bottinatrici esse rendono nota la posizione della meta per mezzo della danza scodinzolante, in cui ancora il ritmo della danza fornisce la distanza del luogo e la sua direzione viene indicata dall'asse verticale del giro della danza. Parecchie api nel gruppo vengono così eccitate e volano via, ispezionando il luogo indicato, quindi ritornano al loro gruppo e prendono parte anch'esse alla danza.
Grazie a vari esperimenti, si è potuta notare una cosa sconcertante: le proposte di direzione e distanza erano molteplici, ovvero non veniva indicato un solo posto. Durante un'osservazione di una sciamatura nel giugno del 1952 si è notato come dopo due giorni i possibili posti, contrassegnati da altrettante danze, fossero ben 21. Si pone quindi la questione sulla scelta, e sulla maniera in cui le api dello sciame si accordino per raggiungere un'unica località.
Nelle prime ore o nei primi giorni successivi a una sciamatura si può osservare che le danzatrici nel gruppo danzano indicando direzioni differenti. Mentre si continua a registrare nuovi tipi di danza e di proposte, si può assistere ad una graduale unificazione delle danze. Comincia quindi ad essere preferita una determinata direzione e distanza, mentre le danze per gli altri posti pian piano scompaiono. Questo avviene finché la quasi totalità delle api esploratrici non indica la stessa direzione, e comunica allo sciame la scelta definitiva.
Il tempo di scelta è variabile e va da 6 a 14 giorni. Ovviamente le api dispongono di riserve interne tali da sopravvivere e da permettere il corretto funzionamento della ricerca. Dopo svariati studi e sperimentazioni si è appurato che i casi in cui lo sciame non riesca a decidersi (a causa della presenza di due gruppi di esploratrici ugualmente forti) siano veramente delle eccezioni (meno del 5 percento). 
In ogni caso, per necessità di sopravvivenza lo sciame alla fine prende una decisione, e nel più estremo dei casi (registrato pochissime volte e solo in climi temperati), esso rimane nel luogo d'attesa, costruendo dei ripari d'emergenza e provvedendo al nutrimento in modo da sopravvivere fino al prossimo periodo di sciamatura.
Ma come viene raggiunto questo accordo? 
Ricordiamo ancora un attimo la situazione: lo sciame si ferma in attesa su di un albero non protetto e senza possibilità di difesa, e vengono offerte 20 e più possibili dimore. Chi prende la decisione? Quest'ultima da quali aspetti dovrà dipendere? Per chiarire subito una cosa importante, la regina non ha alcuna voce in capitolo. Sono stati fatti esperimenti inequivocabili: la regina veniva catturata e messa in una gabbietta metallica, e nonostante questo lo sciame partiva comunque verso il luogo scelto, salvo poi tornare subito indietro appena si accorgevano della regale assenza.
La decisione deve essere quindi presa dalle api operaie, il cui numero varia da 10 000 a 30 000. Quali di esse devono decidere sul luogo da scegliere? Ogni singola può modificare la decisione, o esiste una sorta di “commissione” ristretta, le cui decisioni sono accettate da tutte le altre senza problemi?
La prima e più ovvia ipotesi è che la decisione è presa dalle stesse api esploratrici, e le osservazioni effettuate negli esperimenti del dottor Frisch confermano questa risposta. Ma la cosa veramente stupefacente è che alcune api esploratrici cambiano idea e segnalano giorno dopo giorno dei luoghi diversi finché, come spiegato sopra, la scelta è concorde ed è, ovviamente, la miglior scelta.
Questo però implica un'altra domanda: avendo a disposizione 20 segnalazioni, come farà un'ape esploratrice a decidere quale altro luogo visitare per eventualmente cambiare idea? Ciò porta a chiedersi se nella danza non ci sia anche un mezzo per trasmettere la qualità del luogo proposto. Anche in questo caso (come per la raccolta del cibo) la qualità è indicata dalla durata e dalla vivacità della danza stessa: è infatti possibile, anche per un profano, vedere la differenza di vivacità tra due danze diverse. Non è quindi una valutazione puramente soggettiva dell'esaminatore.
Una danza vivace, che vuole cioè annunciare un luogo altamente qualificato, può durare parecchi minuti ed anche delle ore, per cui è ovvio che in tal modo vengono messe in stato di allarme e informate più api di quelle sollecitate da una danza di breve durata. Ben presto un numero elevato di esploratrici si recherà presso il posto migliore e quando esse parteciperanno alla danza per tale luogo nello stesso modo delle precedenti, l'interesse di tutte le api si concentrerà sempre di più su di esso.
Se tutto ciò corrisponda definitivamente ai fatti, non può essere stabilito osservando solo il gruppo che sciama. Dobbiamo ancora scoprire cosa accade nei differenti luoghi indicati dalle api esploratrici prima che lo sciame si muova verso uno di essi. Per stabilire le cause determinanti dell'accordo, devono essere utilizzati luoghi nidificabili artificiali e devono essere provocati dei cambiamenti artificiali nella futura casa delle api.
In un famoso esperimento di Martin Lindauer negli anni cinquanta (Lindauer ha lavorato per molto tempo con Frisch) uno sciame d'api veniva portato in un luogo deserto, dove i biologi avevano preparato 2 nidi artificiali, uno completamente scoperto, l'altro ricoperto da ramoscelli e cespugli. 
Nonostante fossero chiaramente indicati come i due posti migliori per nidificare rispetto al resto dell'area desertica, il confronto fra i due non esisteva: le api che tornavano dal luogo coperto inscenavano una danza vivace che durò delle ore, mentre le altre danzavano svogliatamente per pochi minuti. 
Una volta marcate queste ultime, si è potuto seguirle e notare come ben presto si lasciavano convincere dalla miglior qualità dell'altro posto e, dopo una loro ispezione, contribuivano alla danza. Avevano cioè cambiato idea. 
In definitiva, la cosa più importante per le api esploratrici era la protezione: e se ne è avuto una conferma quando, poco prima che lo sciame partisse, le protezioni furono spostate dal primo al secondo nido artificiale. Immediatamente le poche api esploratrici rimaste nei due posti tornò indietro e, dopo un attimo di adeguamento, lo sciame di esploratrici adattò la sua danza e lo sciame si diresse verso il nido coperto.
Altri fattori riguardanti la qualità del posto che vengono presi in esame sono: la protezione dal vento, la presenza d'acqua e la presenza di fonti di nutrimento. 
Inoltre sostare così a lungo per decidere un posto permette loro di verificare se il luogo preposto si allaga con la pioggia o la direzione prevalente del vento. Sono soprattutto le buche nel terreno a essere preferite, seguite da dei ripari in legno e infine i cespugli o dei contenitori di paglia.

### Aspetti sensoriali nella danza delle api
Abbiamo imparato che il linguaggio della danza delle api dispone di una ricca riserva di informazioni. Le api possono ricevere e comunicare con grande precisione le numerose informazioni sulla posizione di una sorgente di cibo, che sono trasmesse per mezzo della danza scodinzolante, solo perché posseggono appropriate facoltà sensoriali. 
Entrano soprattutto in gioco i sensi dell'odorato e del gusto, che vengono utilizzati dalla danzatrice per fornire informazioni sulla specie di fiori. Inoltre, la vivacità e la continuità della sua danza, secondo una scala conosciuta dalle altre api, forniscono un'idea della qualità del cibo.
Una rappresentazione particolarmente eccellente dal punto di vista sensoriale è richiesta all'ape quando deve comunicare alle altre la posizione di una meta. Essa deve prima aver misurato con cura tale distanza. D'altro canto, le api che osservano la danzatrice devono essere in grado di comprenderla. La danzatrice è in grado di tradurre l'angolo tra la direzione del sole (azimut) e il luogo in cui è situato il cibo in un angolo riferito alla direzione della forza di gravità.
Ciò porta a 2 conclusioni: essa può vedere con i suoi occhi l'angolo (definito prima durante il volo) e calcolarlo con grande esattezza. Inoltre può dividere una superficie verticale in settori angolari nel modo migliore, con l'aiuto dei suoi organi di senso gravitazionali. 
Riflettendo, si nota però che il sole, secondo dove ci si trova, può sparire dietro una nuvola o una montagna. Inoltre dalla mattina alla sera cambia posizione. Si ritiene dunque che le api abbiano un sistema di riferimento alternativo da usare in caso di necessità.
Secondo degli studi fatti da Von Frisch nel 1950, le api riescono a riconoscere la vibrazione della luce polarizzata che arriva a terra attraverso le macchie chiare di cielo. Poiché la direzione di queste vibrazioni è in diretto collegamento con la posizione del sole nel cielo, egli pensò che le api fossero in grado di elaborare queste informazioni e determinare la posizione del sole.
Per quanto riguarda lo spostamento del sole in cielo, secondo degli studi, si è visto come molte danze siano immediatamente seguite dalla raccolta del cibo. Ciò fa sì che il sole si trovi nello stesso punto descritto dalla danzatrice. Si è però visto, che alcune volte, la danzatrice fornisce informazioni per molte ore e in questo lasso di tempo l'astro si sarà spostato in modo significativo. Si è arrivati alla conclusione che le api posseggano una capacità di compensazione per il movimento del sole; è cioè necessario un meccanismo interno a “orologio”, che significa possedere un accurato senso del tempo ed un'eccellente abilità  nel correlare tempo e posizione solare.
Ciò che causa meraviglia, non è solo il loro sistema centrale, che è in grado di tradurre le impressioni da un senso ottico in un senso gravitazionale, oppure di tradurre una sensazione ritmica tattile in una misura di distanza; sorprende anche la precisione delle prestazioni puramente fisiologiche degli organi sensoriali.
Un problema oggi ancora insoluto riguarda le prestazioni sensoriali per indicare la distanza.